# ヴィルヘルム・ヘルマン
ヴィルヘルム・ヘルマン（Wilhelm Herrmann、1846年12月6日 - 1922年1月2日）は、ドイツの改革派の神学者である。

## 経歴
1846年、マルコー(Melkow)で生まれた。ハレ大学で教育を受けた後、マールブルク大学の教授になった。イマヌエル・カントやアルブレヒト・リッチュルに影響を受けて神学を形成した。また、フリードリヒ・シュライアマハーの影響も受け「体験」と「評価」の神学を受け継いでいた。
マールブルクで教授をしていた時代の1908年に、後の新正統主義の創始者のカール・バルトが弟子になり、バルトに大きな影響を与えた。